# Garry Shandling
Garry Emmanuel Shandling, ameriški komik in igralec, * 29. november 1949, Chicago, Illinois, ZDA, † 24. marec 2016, Los Angeles, ZDA.